# Turismo religioso

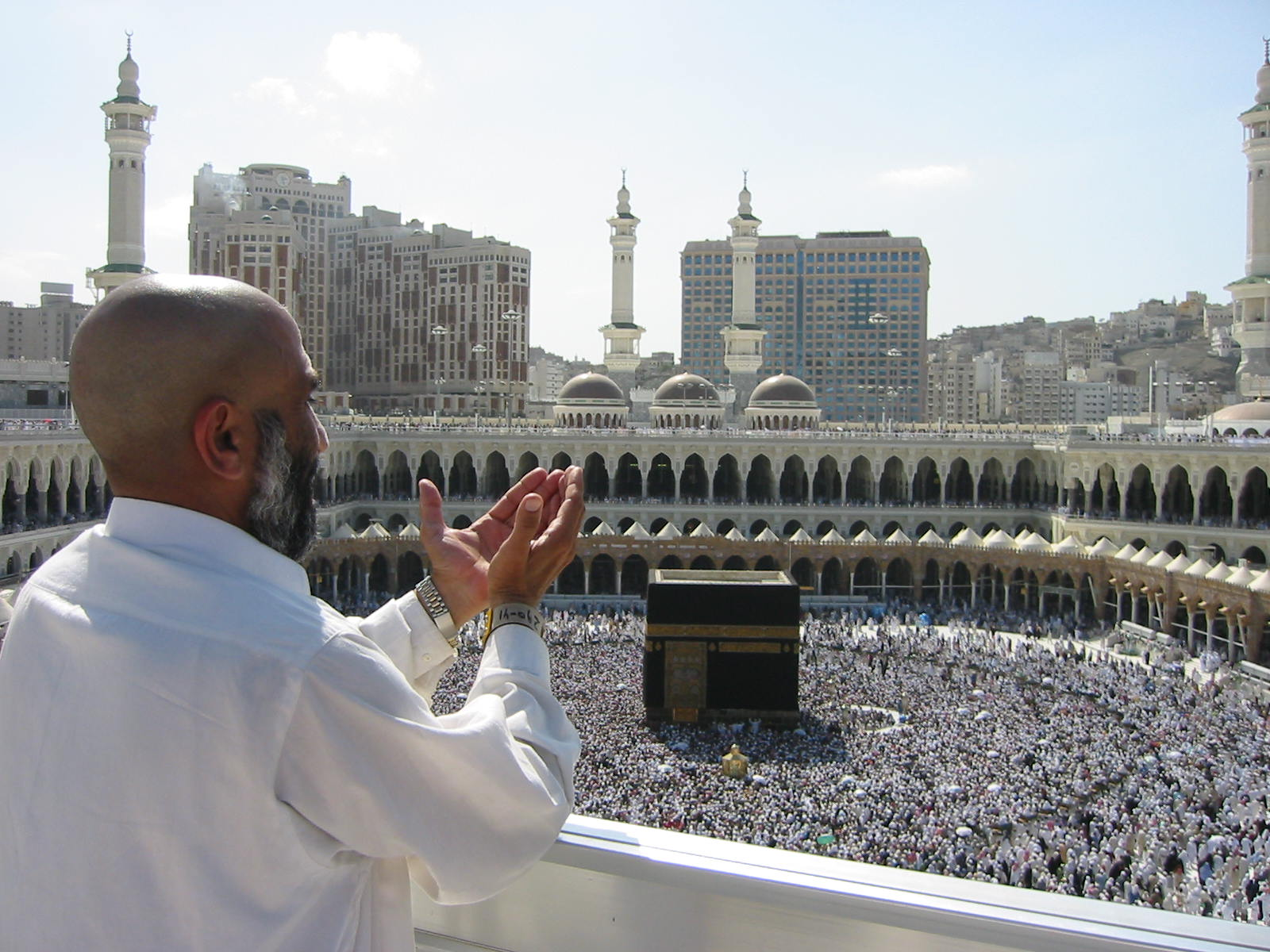
Un peregrino orando en la mezquita Masjid al-Haram de La Meca.

El Turismo religioso, a diferencia de todos los demás segmentos del mercado turístico, es evidentemente uno de los que tiene como motivación fundamental la fe. En la actualidad las ciudades santas que históricamente han sido objeto de peregrinaje – como Jerusalén, La Meca o Roma – siguen siendo importantes puntos de referencia del sector. 
El sector del turismo religioso está implantado con fuerza en Europa – donde se calcula que más de quince millones de personas realizan algún tipo de turismo religioso – y América Latina, por lo que varias agencias turística se han especializado en este sector.
El tipo de viajes de este sector suele corresponder a estancias cortas, de tres o cuatro días, generalmente coincidentes con fines de semana o puentes. Hay varias posturas respecto a que se incluye dentro de este tipo de turismo, pero en general puede considerarse que abarcar tanto la visita a santuarios o lugares sagrados como a las peregrinaciones, además, visitas a tumbas de santos, asistencia y participación en celebraciones religiosas. Un poco más discutidas son las canonizaciones, visitas a líderes religiosos, congresos eucarísticos, años santos, etc.

## Origen
En la Grecia clásica se daba gran importancia al ocio, y el tiempo libre lo dedicaban a la cultura, diversiones, deporte y religión. Los desplazamientos más destacados eran los que realizaban con motivo de asistir a los Juegos Olímpicos Antiguos en la ciudad de Olimpia, a las que acudían miles de personas y donde se mezclaban religión y deporte, aunque también existían peregrinaciones netamente religiosas, como las que se dirigían a los oráculos de Delfos y de Dódona.
Ya en la Edad Media tanto el Cristianismo como el Islam extenderían el turismo religioso, más precisamente "las peregrinaciones" a mayor número de creyentes y los desplazamientos serían mayores.
Son famosas las expediciones desde Venecia a Tierra Santa y las peregrinaciones por el Camino de Santiago (desde el 814 en que se descubrió la tumba del santo), (fueron continuas las peregrinaciones de toda Europa, creándose así mapas, mesones y todo tipo de servicios para los caminantes).
En el mundo Islámico el Hajj o travesía cultural La Meca es uno de los cinco Pilares del Islam obligando a todos los creyentes a esta peregrinación al menos una vez en la vida.
Finalmente, con la llegada de la revolución industrial el turismo religioso daría origen al turismo masivo tal cual se lo conoce en la actualidad.

## Turismo cristiano

### Turismo católico

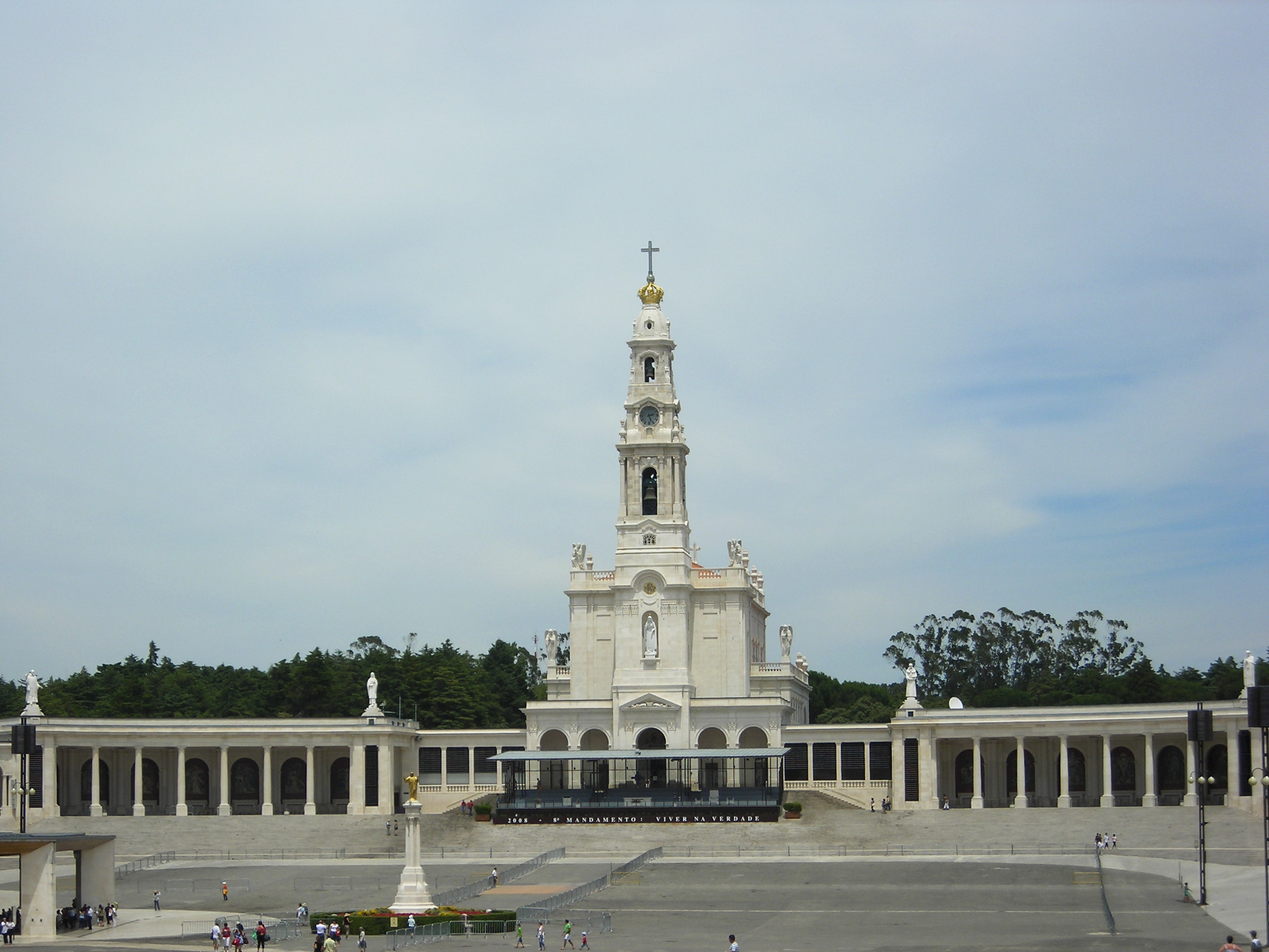
El santuario de Fátima, en Portugal, es uno de los mayores centros de turismo religioso de todo el orbe católico.

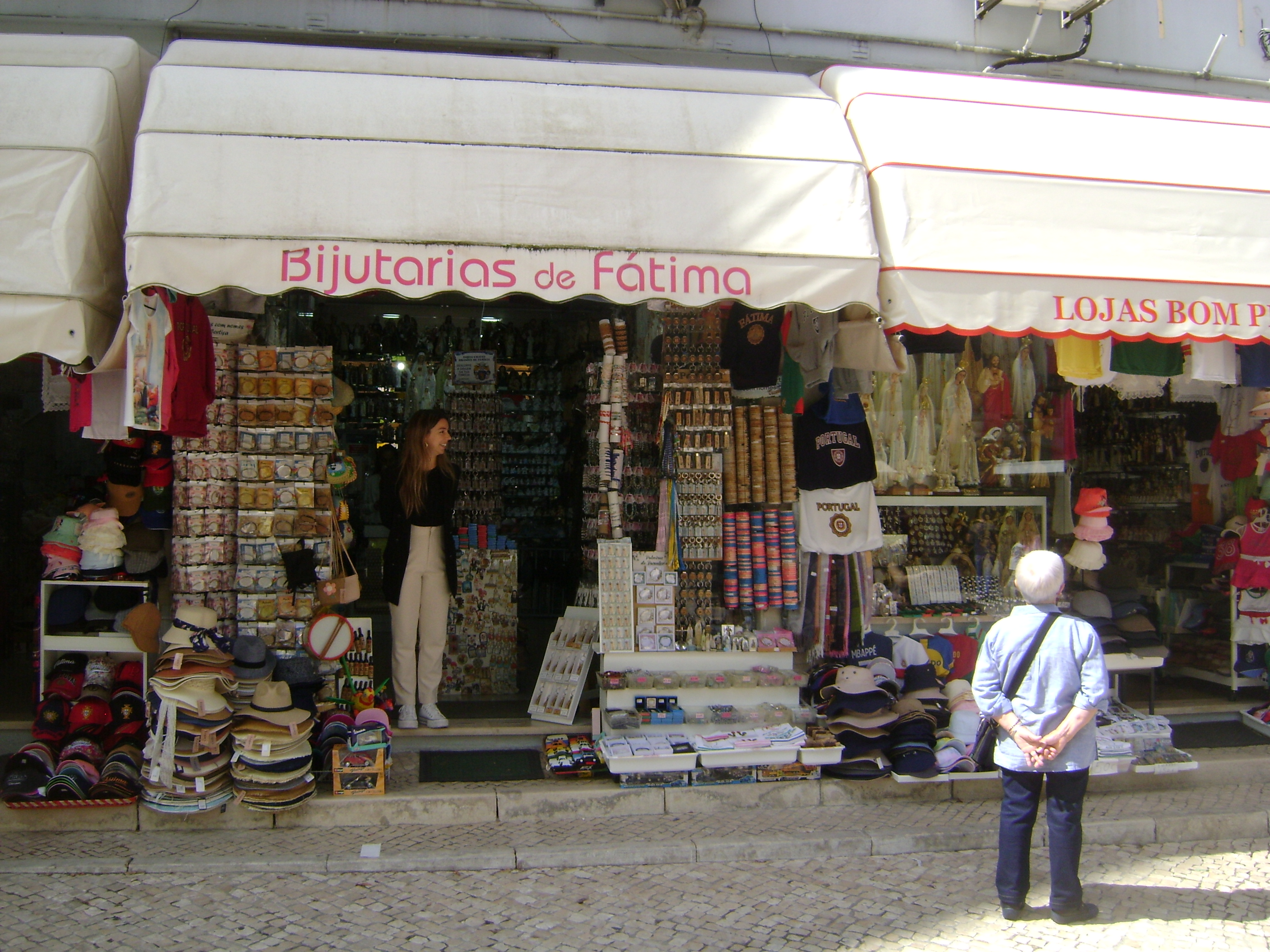
Tiendas de turismo religioso en Fátima, Portugal.

La Iglesia católica incluye dentro de sus conferencias episcopales la pastoral del turismo y migraciones, dentro de cual se incluye al turismo religioso. El Pontificio Consejo para la Pastoral de los Emigrantes e Itinerantes ha desarrollado el documento "Orientaciones para la pastoral del turismo" (2001) en donde reflexione entre muchas sobre esta temática.
El santuario de Nuestra Señora de Fátima, en Cova da Iria, ciudad de Fátima, en Portugal, es un de los mayores centros del turismo religioso de todo el mundo católico y cuenta com más de seis millones de peregrinos al año. Por esa la misma razón, se hizo conocido por el título de "El Altar del Mundo.". Este destino junto a otros como: Nuestra Señora de Loreto y María Auxiliadora de Turín en Italia, Nuestra Señora de Lourdes y la Medalla Milagrosa de París en Francia, Nuestra Señora del Pilar en España son parte del circuito denominado Santuarios Marianos de Europa.

La gran corriente del turismo católica ha inclinado incluso a empresas a especializarse en sus servicios y entidades bajo esta bandera, ofreciendo servicios especializados de emigración anual a grandes festividades como la fiesta de la virgen de Guadalupe cada 12 de diciembre.

### Turismo evangélico
Según el turismo protestante se refiere a viajes que las congregaciones de distintas denominaciones evangélicas  organizan como por ejemplos retiros espirituales a lugares en donde se encuentre un ambiente de tranquilidad.
Aunque el turismo dentro de la visión protestante también incluye visitas a lugares relevantes e importantes que contempla el protestantismo como las visitas periódicas a Tierra Santa organizadas por las Iglesias evangélicas, así como también la ciudad alemana de Wittenberg, donde Martín Lutero inició la Reforma protestante.

## Turismo islámico
El concepto de ‘turismo islámico’ es muy amplio y no es fácil delimitarlo. En su acepción más estrecha, se puede entender como ‘turismo religioso’ (visitas a mausoleos y lugares santos en
todos los países islámicos). Pero en su acepción más amplia, es el turismo que asume los valores del Islam. Y la mayoría de estos valores son comunes a las demás creencias religiosas y no religiosas (por ejemplo el Código Deontológico de la Organización Mundial del Turismo).
Este turismo llama a respetar las sociedades y el medio ambiente, a beneficiar a los habitantes locales, a cumplir los valores éticos y a conocer las culturas.